# Gabriel Pigrée
Gabriel Pigrée né le 18 mars 1985 à Sarcelles est un footballeur français international réunionnais et guyanais. Il joue actuellement dans le club de Trélissac FC au poste d'attaquant.

## Palmarès
2004
- Vainqueur de la coupe de France Régionale avec Saint-Denis FC
- Champion de la réunion Super division 2 avec Saint-Denis FC

2005
- 3e Meilleur buteur du Championnat de la Réunion de football avec Saint-Denis FC
- Finaliste de la Coupe de la Réunion de football en 2005 avec Saint-Denis FC
- Finaliste de la Coupe de France Régionale en 2005 avec Saint-Denis FC

2006
- Vice Champion de la réunion Super division 2 avec US Sainte-Marienne

2007
- Vainqueur des Jeux des îles de l'océan indien avec l'équipe de La Réunion de football
- Vainqueur de la coupe de France Régionale avec US Sainte-Marienne
- 4e Meilleur buteur du Championnat de la Réunion de football avec US Sainte-Marienne

2008
- 3e Meilleur buteur du Championnat de la Réunion de football avec US Sainte-Marienne

2009
- 3e Meilleur buteur du Championnat de la Réunion de football avec US Sainte-Marienne
- Finaliste de la Coupe de France Régionale avec US Sainte-Marienne

2010
- Finaliste de la Coupe de France Régionale avec AS Excelsior

2012
- Vice Champion de la réunion Super division 2 avec Association Jeunesse de Petite-Île
- 2e Meilleur buteur du Championnat de la Réunion de football super division 2 avec Association Jeunesse de Petite-Île